# Mythimna divergens
Mythimna divergens là một loài bướm đêm trong họ Noctuidae.